# Lethbridge Park, New South Wales
Lethbridge Park este o suburbie în Sydney, Australia.